# Château d'Asnières
Le château d’Asnières se situe dans la ville d’Asnières-sur-Seine dans les Hauts-de-Seine, précisément au no 89 de la rue du Château.

## Historique

### Le château finXVIIesiècle
Le logis actuel fut érigé à l'emplacement d'une première demeure de "plan massé" construite à la fin du XVIIe siècle par Antoine Lemoyne, prêtre docteur en Sorbonne. Il avait appartenu sous la Régence à la célèbre marquise de Parabère, maîtresse du Régent qui venait souvent la visiter là.

### Le châteauXVIIIesiècleconservé de nos jours

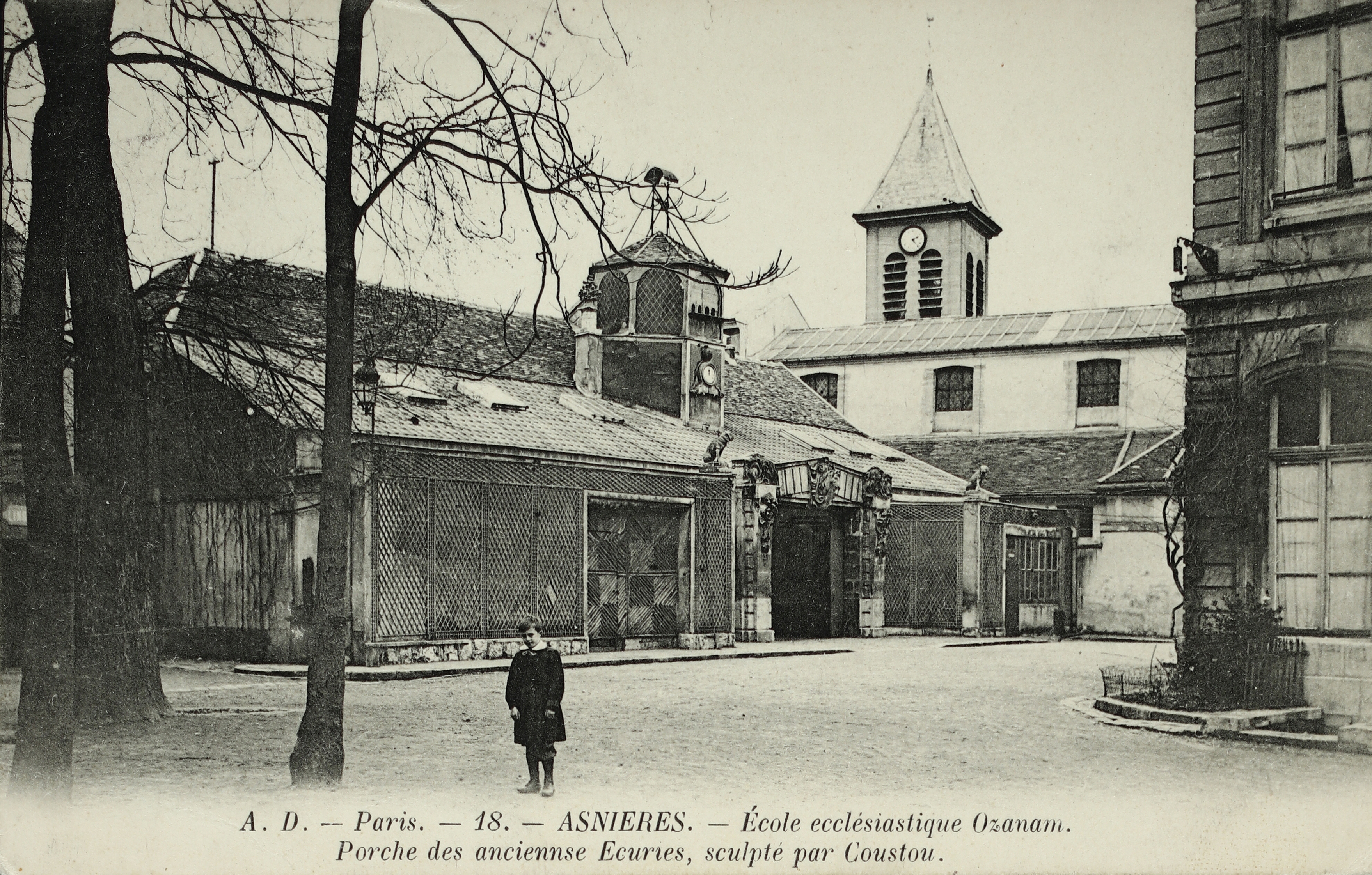
Les écuries vers 1900.

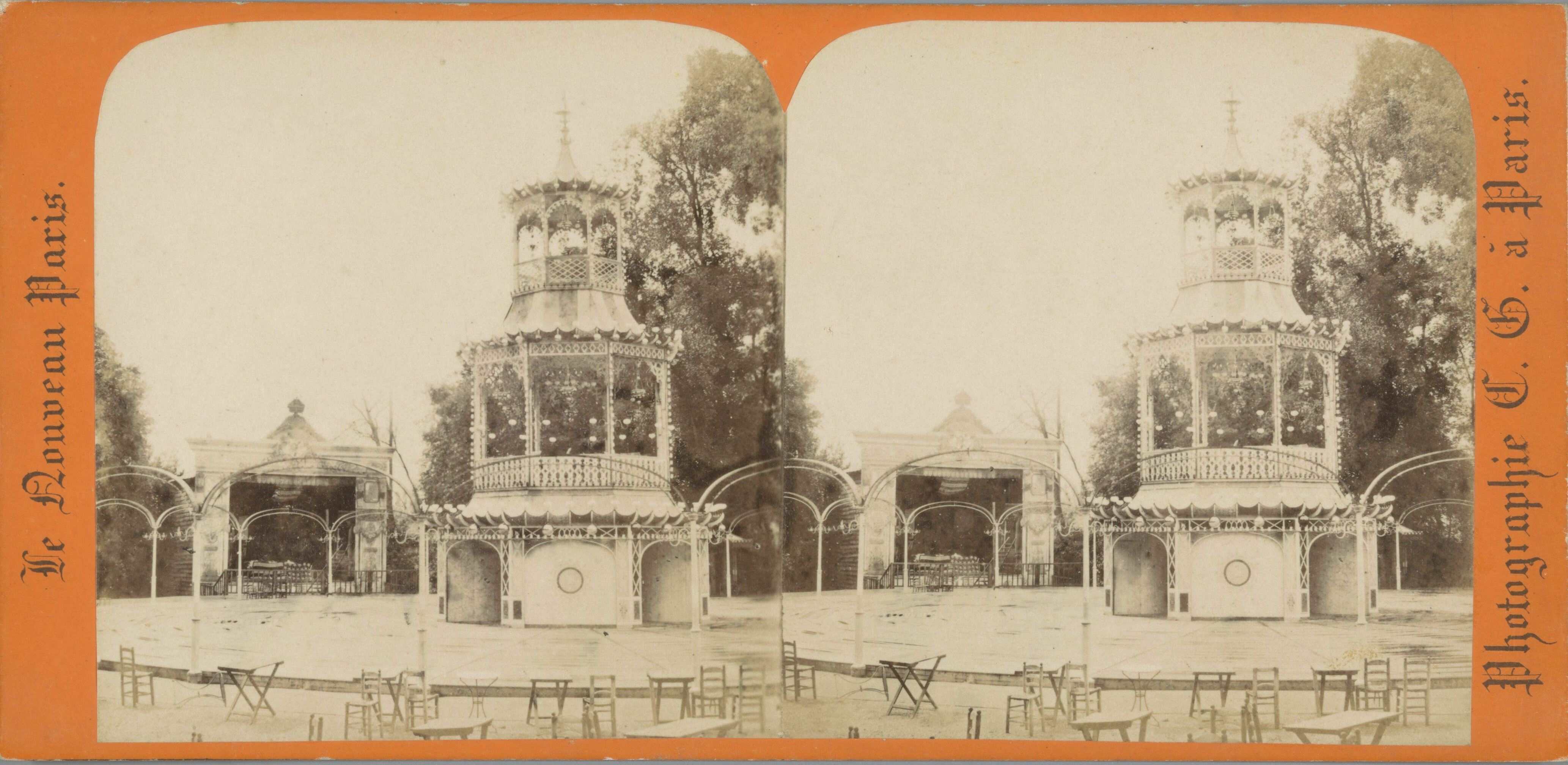
Le jardin, troisième quart du XIXe siècle, stéréo-photographie de Charles Gérard.

Le château d'Asnières, joint aux écuries situées au bout du domaine, d'une capacité de 120 chevaux et dénommées "entrepôt général des haras d'Asnières", constituait au milieu du XVIIIe siècle, l'un des plus beaux domaines des environs de Paris.
Il témoigne des ambitions artistiques de Marc-René d'Argenson, marquis de Voyer, qui sut rassembler là parmi les meilleurs artistes et artisans de son temps : Jacques Hardouin-Mansart de Sagonne pour l'architecture, Nicolas Pineau pour les ornements, Guillaume II Coustou pour la sculpture, les Brunetti et Jean-Baptiste Marie Pierre pour la peinture, Jacques Caffieri pour les bronzes dorés.
La galerie abritait l'une des plus belles collections de peintures flamandes et hollandaises du moment, assorties des meubles des plus grands ébénistes. Rappelons que le marquis convoitait alors la place du marquis de Marigny, directeur des Bâtiments, Arts et Manufactures du Roi, frère de madame de Pompadour. Il entendait aussi rivaliser avec les somptueuses demeures voisines du duc de Richelieu à Gennevilliers, du duc de Choiseul à Clichy, voire de son père, le comte d'Argenson à Neuilly, et de la marquise de Pompadour, ennemie de la famille, à Bellevue.
Acquis en janvier 1750 par le marquis d'Amy Pictet, banquier à Paris, procureur d'Isaac de Thellusson, envoyé de la République de Genève et célèbre banquier suisse, pour 75 000 livres dont 15 000 pour le mobilier, le château devint peu à peu le cœur d'un vaste domaine. Il sera constitué jusqu'en 1756 par le procédé de l'emphytéose, fût-ce avec l'agrément forcé des habitants du village. Le marquis n'hésitera pas ainsi à annexer une partie de l'église Sainte-Geneviève pour se constituer une chapelle.
Vers 1755 fut livré au château une suite de huit fauteuils « à châssis » en bois doré et sculpté estampillés du menuisier en sièges parisien Jean Gourdin (actif de 1737 à 1763), dont deux appartinrent au XXe siècle à Coco Chanel, dont ils meublèrent l'appartement parisien de la rue Cambon (mis en vente à la Biennale de Paris en septembre 2018).
Devenu directeur des Haras du Roi en 1752, Voyer fit ériger à l'extrémité de son domaine, près du bac d'Asnières (emplacement du pont d'Asnières actuel), ce qui devait constituer le centre de son dispositif de réorganisation des haras : l'entrepôt général des haras d'Asnières, doté d'un splendide manège avec voûtes en pierre de taille, qui abrita jusqu'à 250 chevaux, soit autant que les prince de Condé à Chantilly. Là, les chevaux étaient dressés avant d'être répartis dans les différents haras du royaume.
L'entrepôt était relié au château par une vaste allée bordée de part et d'autre d'une triple rangée d'arbres afin de marquer la magnificence du lieu. L'architecte avait exploité là un motif employé par son arrière-arrière-grand-oncle François Mansart à Maisons-Laffitte. Du côté du château, cette allée desservait une avant-cour menant à la cour principale. Au fond, était l'aile en retour du château détruite au début du XIXe siècle. En retour de cette aile, était le pavillon abritant le petit théâtre du château, également démoli. Lors des travaux, on découvrit des sépultures attribuables à l’Antiquité tardive. Derrière cette aile et celle sur jardin encore visible, se trouvait une arrière-cour faisant office de basse-cour qui ouvrait sur la place du village.
Le centre des ailes était marqué par un avant-corps, à pans coupés sur la cour, à pans convexes sur jardin. Ce dernier était coiffé du buste du Roi avec monogramme du marquis au-dessous afin de rappeler la vocation royale de ce domaine dévolu aux Haras. Certains courtisans viendront ainsi accroire que le château d'Asnières était une nouvelle résidence royale bâtie sous le nom du marquis. Élevé sur deux niveaux et coiffé d'une couverture "à l'Italienne" avec garde-corps continu, le château évoquait par son plan en Z le Grand Trianon de Jules Hardouin-Mansart, aïeul de Mansart de Sagonne.
Ce château fut à l'œuvre civile de Mansart de Sagonne ce que la cathédrale Saint-Louis de Versailles fut à son œuvre religieuse.
La notoriété du château s'accrut au XVIIIe siècle avec la présence du collectionneur et graveur Claude-Henri Watelet, puis du fameux banquier génevois Thélusson, futur client de l'architecte Claude Nicolas Ledoux.
Le château sera cédé par le marquis de Voyer en 1769 et passera de main en main jusqu'à son acquisition par la ville d'Asnières au département des Hauts-de-Seine en 1991.

Il servit au milieu du XIXe siècle de lieu de divertissements à la bourgeoisie parisienne. Les soirées et autres bals eurent un succès énorme, jusqu'à être mises en musique et chantés, entre autres par Offenbach dans La Vie parisienne: « Qu'on me mène au bal d'Asnières! ». 

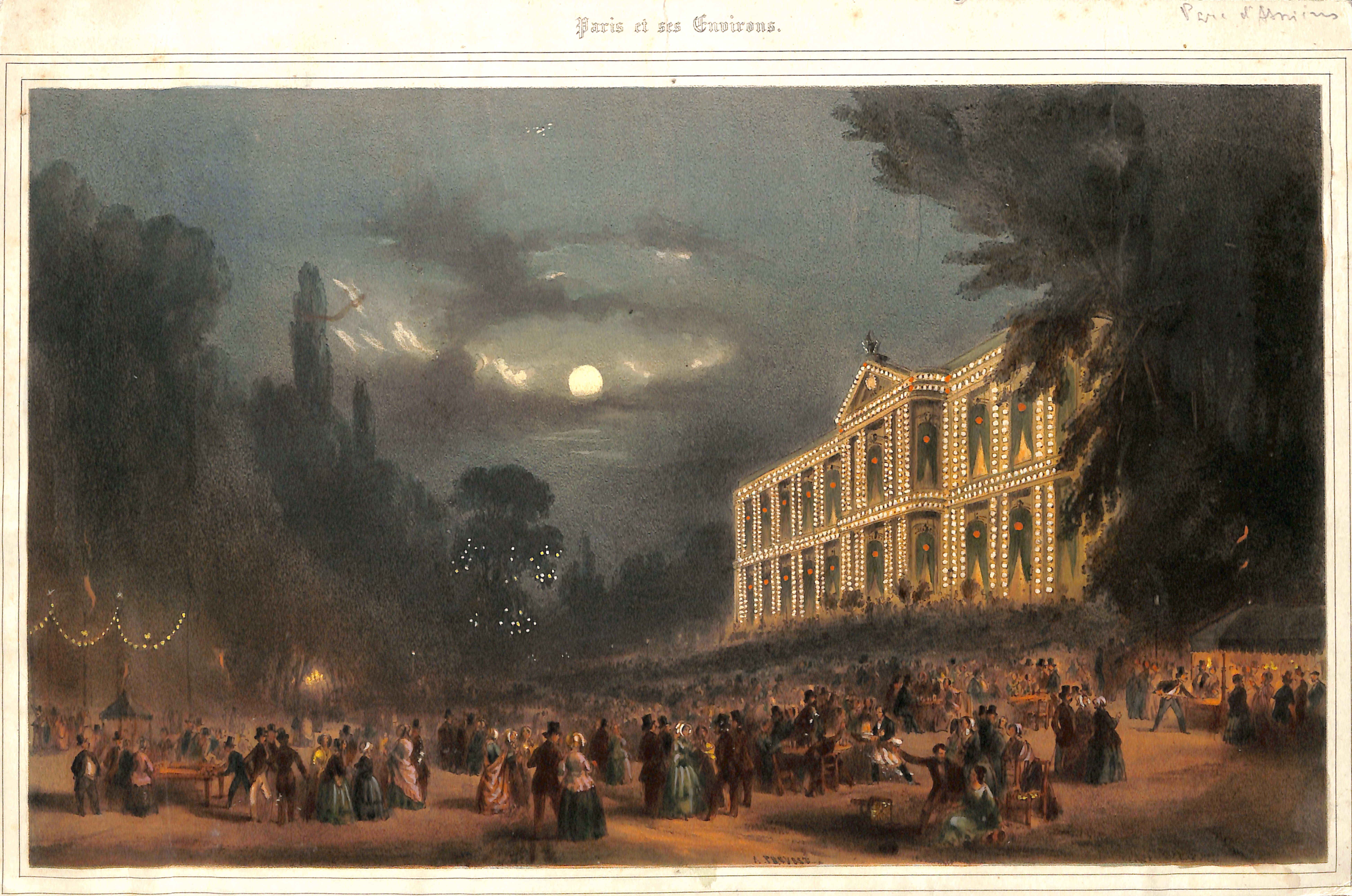
Fête au château d'Asnières-sur-Seine au XIXe siècle.

Le 25 août 1850, il fut le théâtre d'une grande fête internationale rassemblant les meilleurs orphéons français de l'époque et des sociétés chorales venues de Belgique. Ce jour-là, 25 000 auditeurs applaudirent 2 000 choristes.

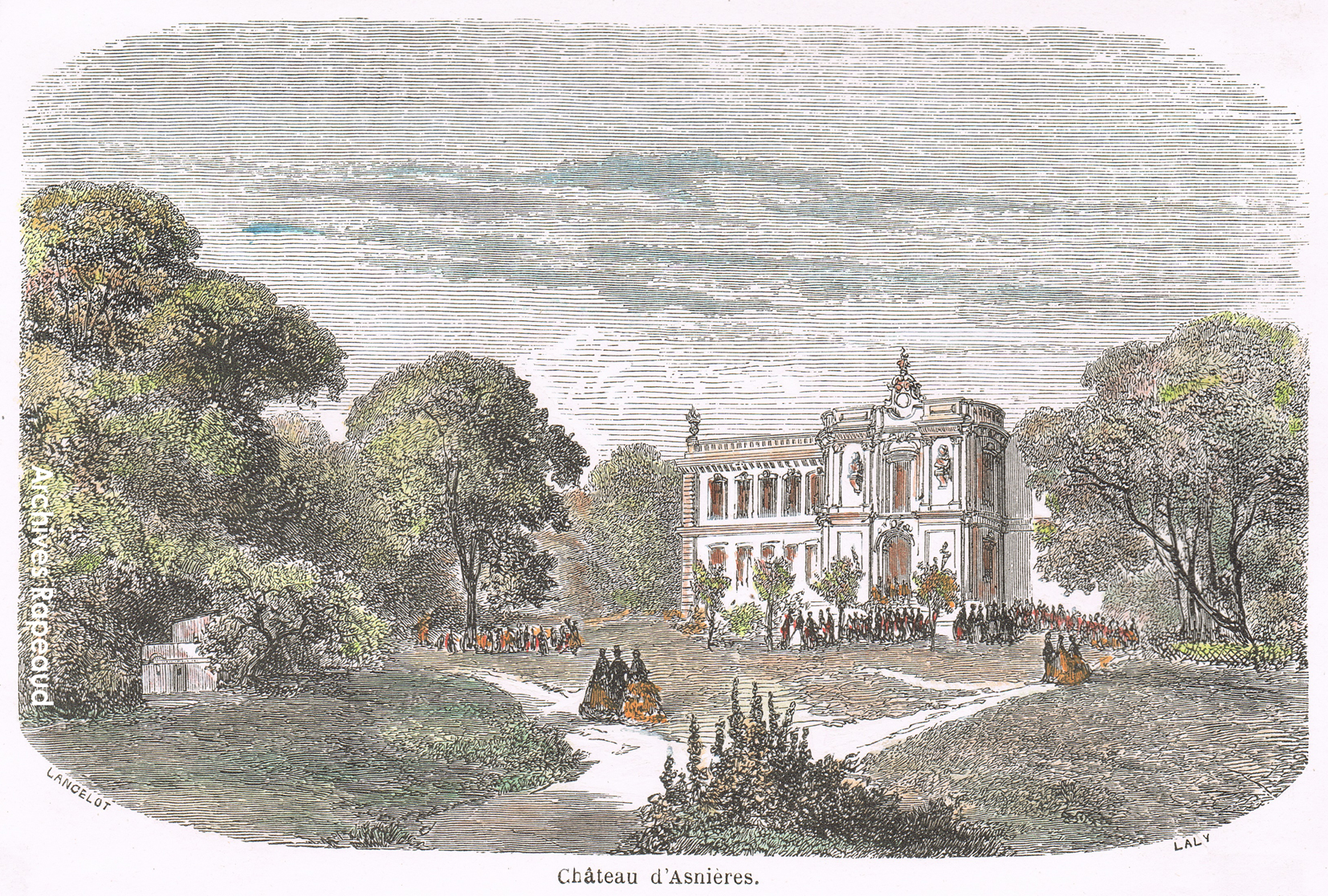
Gravure datant d'environ 1860 représentant le château d'Asnières.

Par la suite, le château fut repris par des institutions religieuses, la dernière en date étant l'Institution Sainte-Agnès, qui quitta les lieux en 1976.
Depuis cette date et jusqu'au début de sa restauration vingt ans plus tard, l'édifice fut l'objet de tous les vandalismes et des intempéries, au point qu'on craignit pour sa survie ; il est heureusement aujourd'hui sauvé.
Les haras, quant à eux, passés dans le giron du Roi en 1764, demeureront en service jusqu'au démantèlement de l'administration des Haras sous la Révolution. Les bâtiments seront progressivement démolis entre 1812 et 1835 comme l'attestent les plans cadastraux de la ville.
Célèbre réalisation de Mansart de Sagonne et chef-d'œuvre de l'art rocaille par la somptuosité de ses décors intérieurs - on peut voir ceux du salon central au château de Cliveden House à Taplow près de Londres (Angleterre) - Asnières vit aussi les premières armes du grand architecte néo-classique Charles De Wailly, auteur du théâtre de l'Odéon à Paris : le marquis de Voyer confia en effet au retour d'Italie de l'architecte en 1754, la remise au goût du jour de sa salle à manger Rocaille réalisée par Pineau. De Wailly y adjoignit des pilastres de marbre et une corniche à l'antique, ornée d'une frise de putti sur fond de mosaïque.
L'architecte devait témoigner davantage de ses talents de décorateur dans l'hôtel parisien du marquis dans les années 1760.
La fascination exercée par les beautés du château d'Asnières fut telle qu'il servit de modèle successivement au XIXe siècle à Ernest Sanson pour édifier l'hôtel particulier parisien du diamantaire Jules Porgès, avenue Montaigne en 1892 (détruit dans les années 1970), puis à la résidence du magnat du charbon américain Edward Julius Berwind, The Elms (en), à Newport (États-Unis) au début du XXe siècle.
Le jardin est classé aux monuments historiques par arrêté du 9 juin 1971 alors que le château est classé en totalité depuis le 18 juillet 1996.

## Galerie

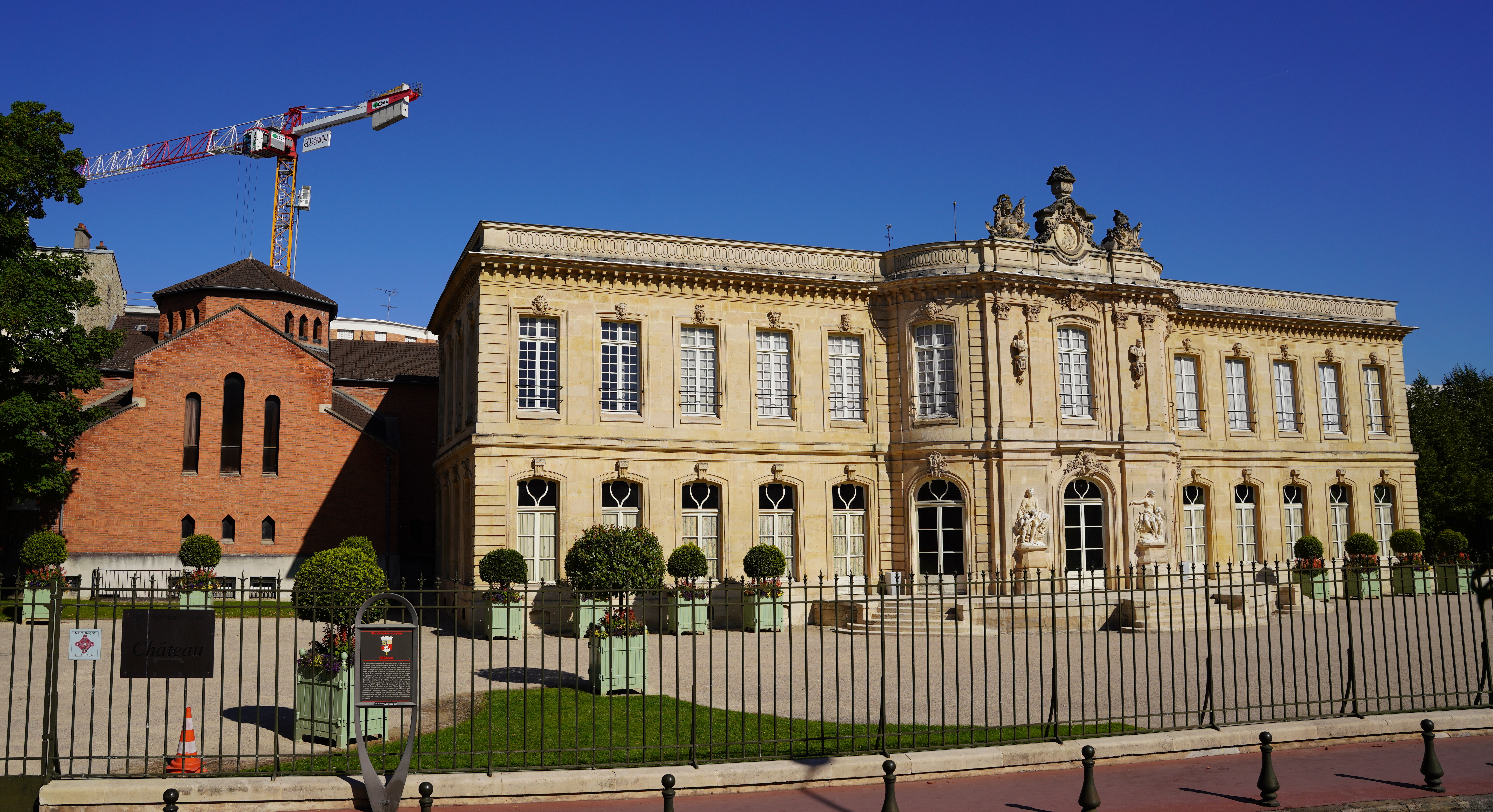
Façade sur rue et chapelle.
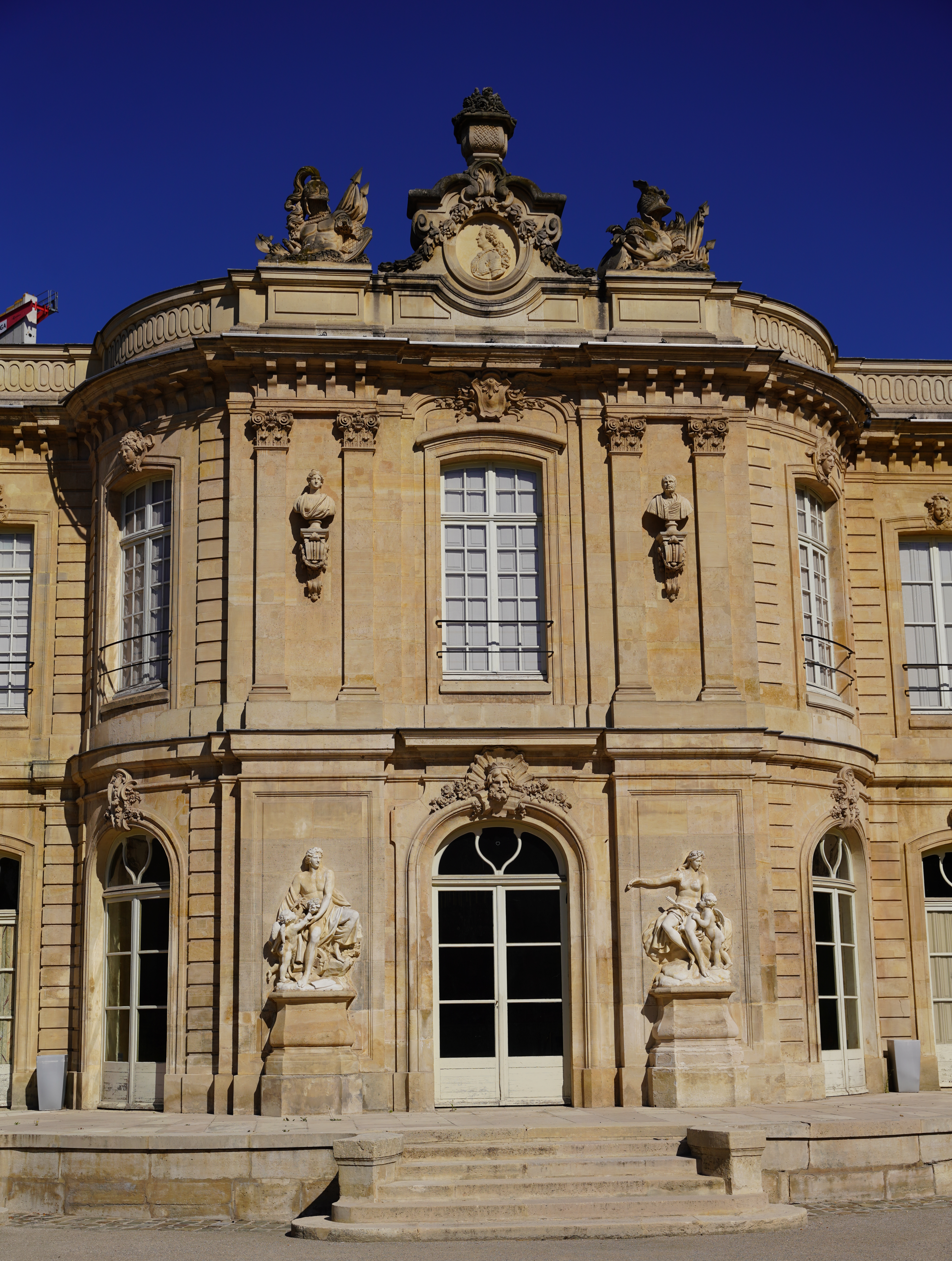
Détail de l'entrée.
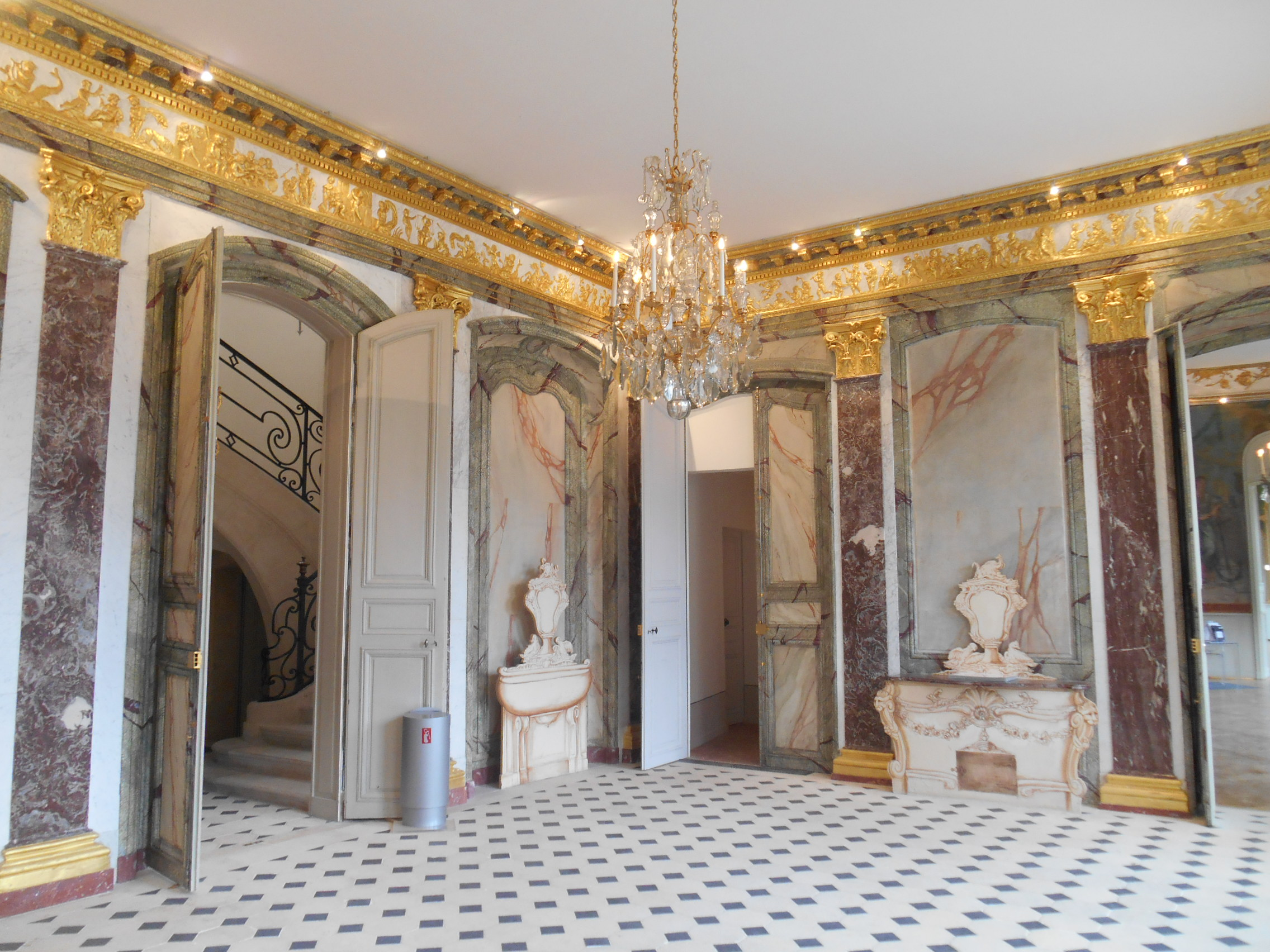
Intérieur.
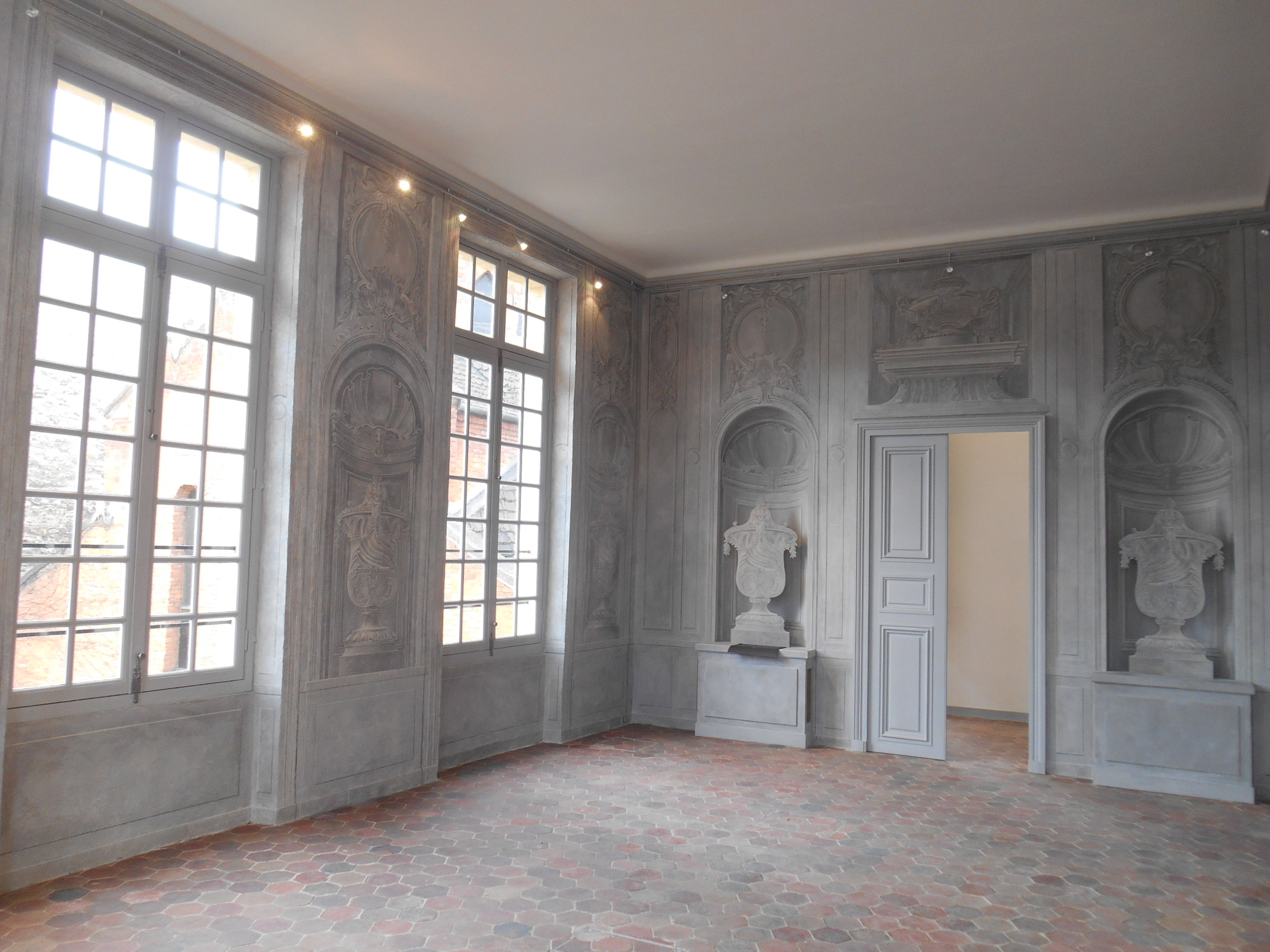
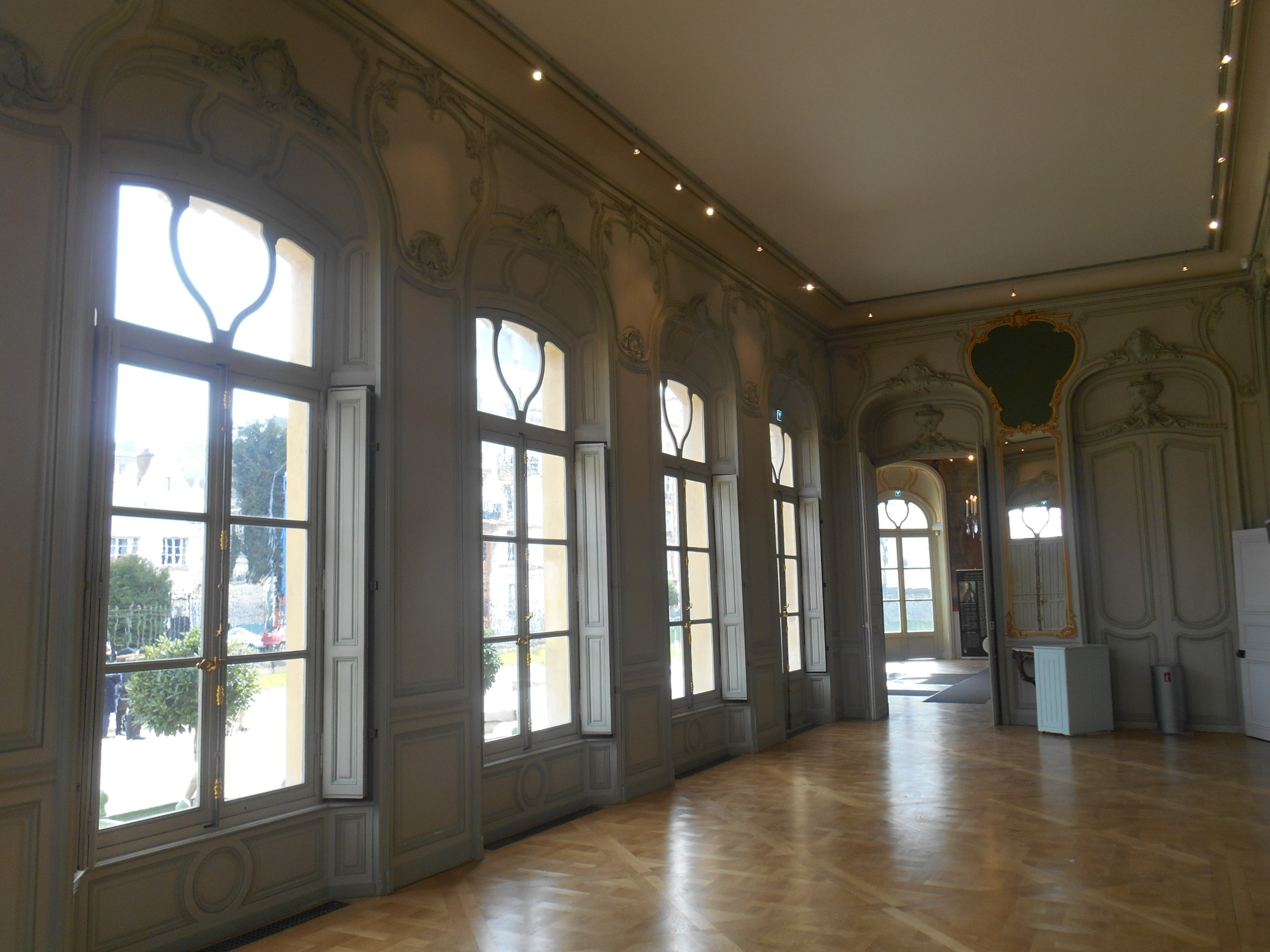
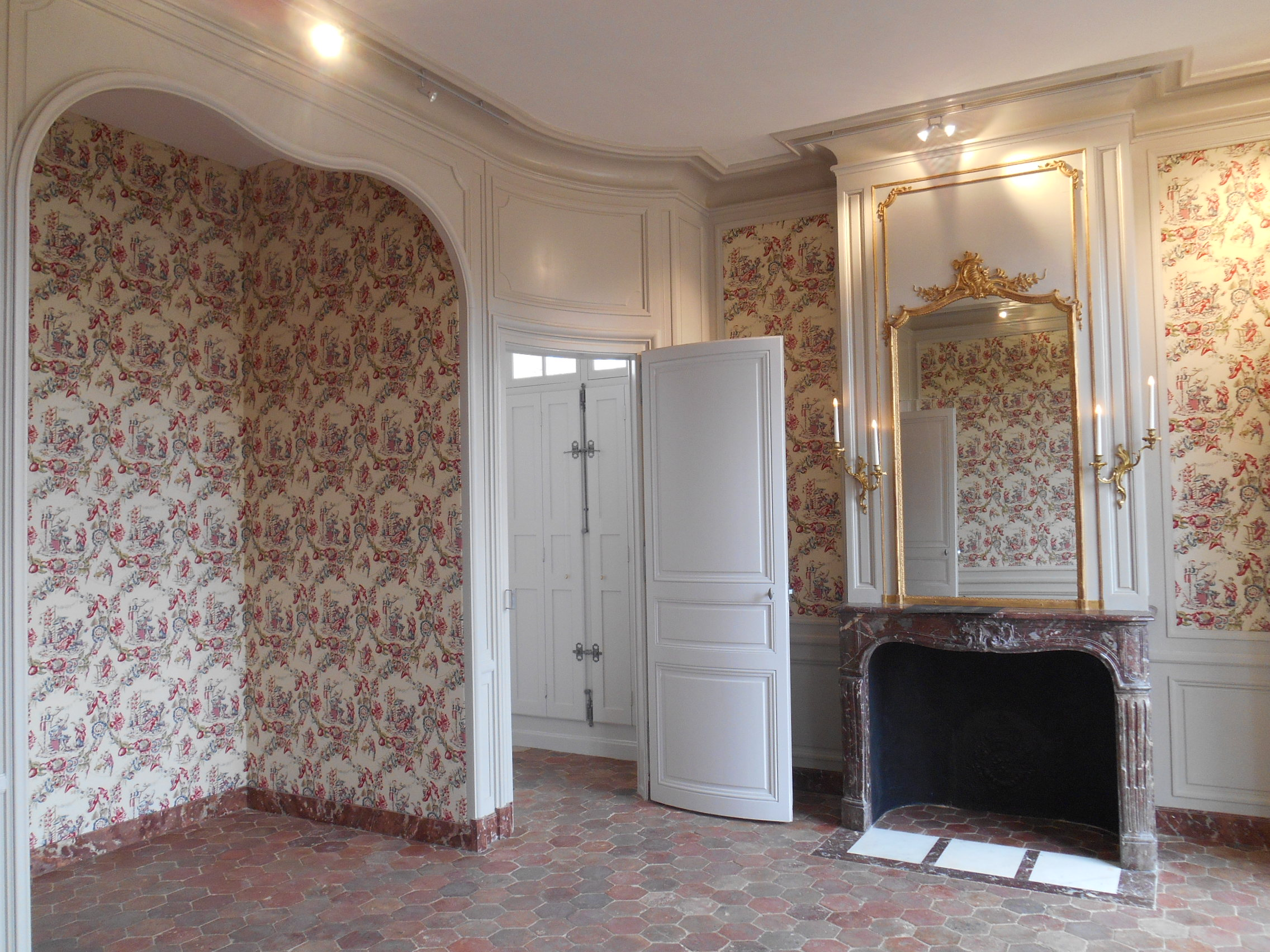
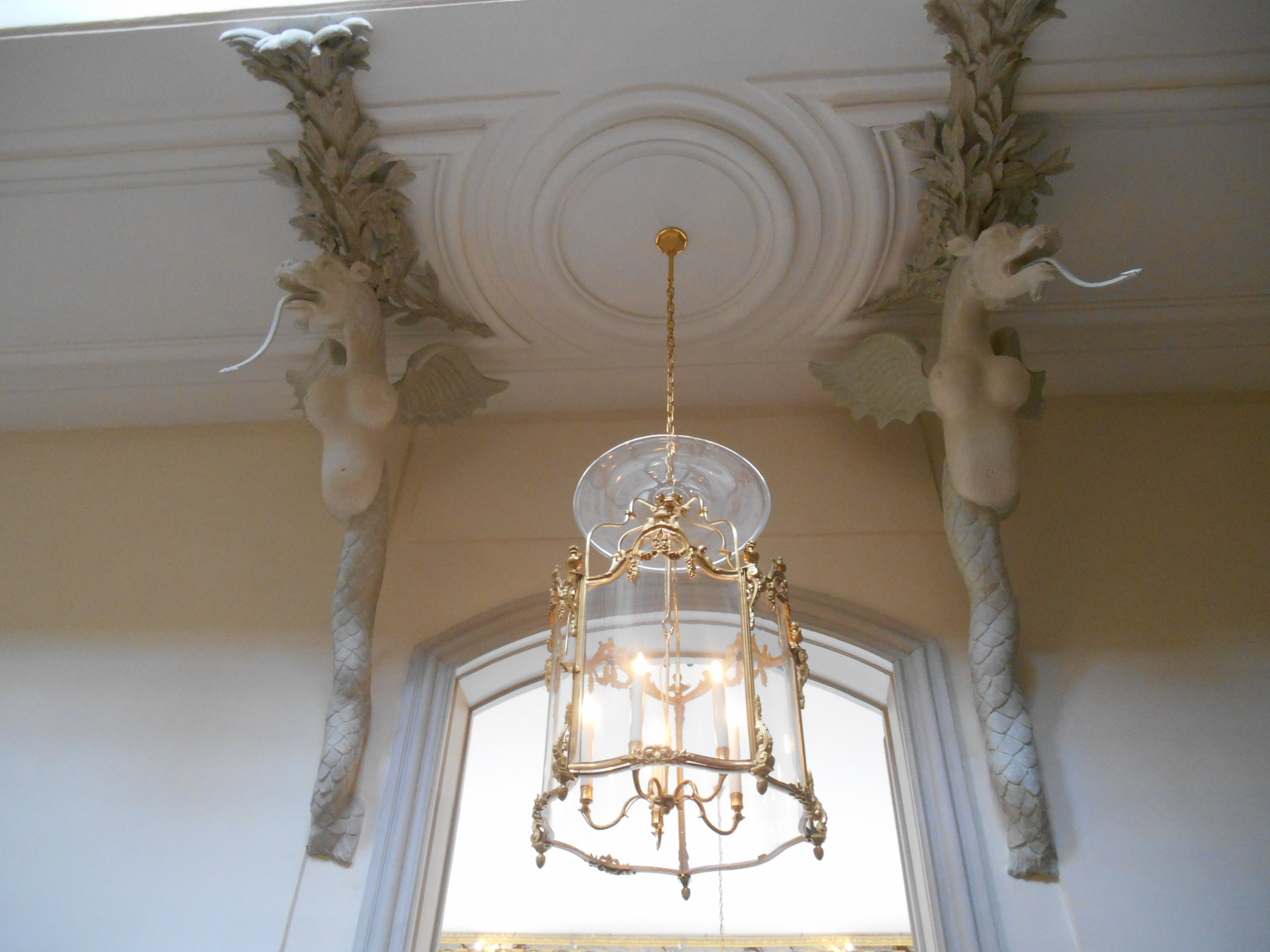

## Influence

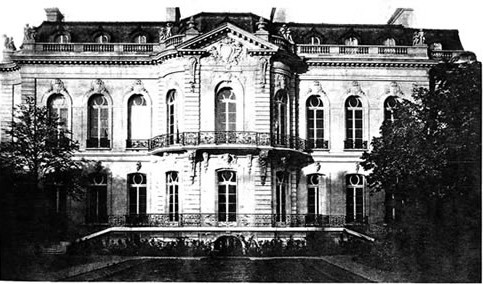
Hôtel Porgès, Façade sur le jardin. Architecte : Ernest Sanson.

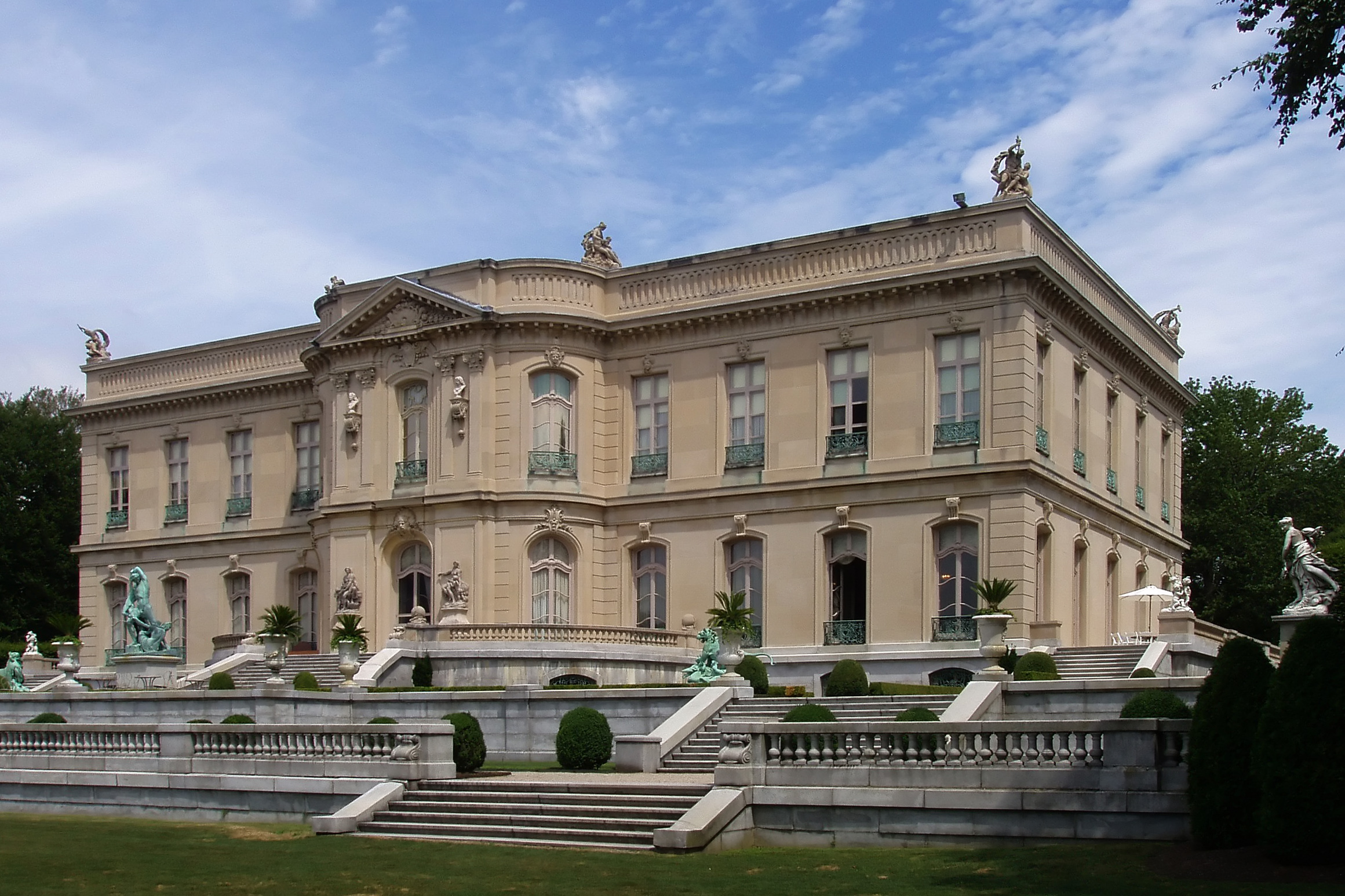
The Elms à Newport (Rhode Island). Architecte : Horace Trumbauer.

Le château d'Asnières a été imité à plusieurs reprises :
- Hôtel Porgès, 18 avenue Montaigne à Paris, construit en 1892 pour le diamantaire Jules Porgès par l'architecte Ernest Sanson (détruit) ;
- The Elms propriété du magnat du charbon Edward Julius Berwind à Newport (Rhode Island)[4] par l’architecte Horace Trumbauer, secondé par les Duveen pour la décoration, en 1901 ;
- On peut également relever des analogies entre le château d'Asnières et le château de l'Engarran dans l'Hérault, construit au XVIIIe siècle.

## Anecdotes
- Le Brésilien de La Vie Parisienne de Jacques Offenbach demande qu'on le conduise au château d'Asnières dans son Rondo du premier acte : « À moi, les nuits de Paris / Qu'on me mène au bal d'Asnières. »
- Le 7e tableau de Geneviève de Brabant (1867) de Jacques Offenbach se déroule dans l'imaginaire « château d’Asnières, chez Charles Martel » où ce dernier donne un bal sur les rythmes de « Amis, faisons vibrer sous ces dômes brillants / Nos chœurs les plus bruyants ! »
- Depuis le 21 mai 2018, le château abrite le siège de la Fédération Française des Echecs[5].

### Article lié
- Parc Voyer-d'Argenson